# Pseudoleskea microphylla
Pseudoleskea microphylla là một loài Rêu trong họ Leskeaceae. Loài này được (Hedw.) Sauerb. mô tả khoa học đầu tiên năm 1880.